# Rhyniophyta
Die Rhyniophyta (benannt nach der schottischen Fossillagerstätte Rhynie Chert) sind eine Gruppe ausgestorbener Pflanzen, die an der Basis der Gefäßpflanzen stehen. Sie besitzen keine Blätter, ihre nackten Achsen verzweigen sich gabelig (dichotom).

## Merkmale
Die Rhyniophyta besitzen gabelig (dichotom) verzweigte Sprossachsen, die keine Blätter bilden. Die Sporangien sitzen am Sprossende (terminal). Die Sporangien sind ellipsoidisch bis verzweigt. Die Achse besitzt eine zylindrische Protostele als Leitgewebe. Dabei liegt das Protoxylem innen (endarch). Die Sporen sind, soweit bekannt, alle morphologisch gleich. Deshalb wird angenommen, dass die Arten isospor waren.

## Systematik
Die Rhyniophyta wurden von Harlan P. Banks (1913–1998) aufgestellt, als er erkannte, dass die Psilophyten eine äußerst heterogene Gruppe sind. Bei der Aufteilung der Psilophyten bildete er die Rhyniophyta, die 1992 folgenden Umfang hatten:
- Rhyniophytina
  - Rhyniales
    - Rhyniaceae
      - Cooksonia
      - Rhynia gwynne-vaughanii
      - Uskiella

    - Rhyniophytoidae
      - Eogaspesia
      - Steganotheca
      - Salopella
      - Eorhynia
      - Hedia
      - Yarravia
      - Caia
      - Dutoitea

  - incertae sedis
    - Aglaophyton major
    - Horneophyton
    - Taeniocrada
    - Renalia
    - Nothia
    - Hicklingia
    - Huia
    - Hsua
    - Stachyophyton

Die Rhyniophyta, wie sie Banks aufgestellt hat, und wie sie noch Taylor und Taylor 1993 umschreiben, sind eine eindeutig polyphyletische Gruppe. Einige Vertreter sind nicht einmal Gefäßpflanzen. Andere Vertreter, wie manche Cooksonia-Arten, stehen verstreut an basalen Zweigen der Gefäßpflanzen. Kenrick und Crane stellten aufgrund kladistischer Analysen folgendes Kladogramm der basalen Zweige der Gefäßpflanzen auf:
|  | \| \| Stockmansella \| \| \| \| \| \| Rhynia \| \| \| \| |
|  |                                                          |
|  | Huvenia                                                  |
|  |                                                          |
|  | Stockmansella                                            |
|  |                                                          |
|  | Rhynia                                                   |
|  |                                                          |

|  | Stockmansella |
|  |               |
|  | Rhynia        |
|  |               |

|  | \| \| Stockmansella \| \| \| \| \| \| Rhynia \| \| \| \| |
|  |                                                          |
|  | Huvenia                                                  |
|  |                                                          |
|  | Stockmansella                                            |
|  |                                                          |
|  | Rhynia                                                   |
|  |                                                          |

|  | Stockmansella |
|  |               |
|  | Rhynia        |
|  |               |

|  | \| \| Stockmansella \| \| \| \| \| \| Rhynia \| \| \| \| |
|  |                                                          |
|  | Huvenia                                                  |
|  |                                                          |
|  | Stockmansella                                            |
|  |                                                          |
|  | Rhynia                                                   |
|  |                                                          |

|  | Stockmansella |
|  |               |
|  | Rhynia        |
|  |               |

|  | \| \| Stockmansella \| \| \| \| \| \| Rhynia \| \| \| \| |
|  |                                                          |
|  | Huvenia                                                  |
|  |                                                          |
|  | Stockmansella                                            |
|  |                                                          |
|  | Rhynia                                                   |
|  |                                                          |

|  | Stockmansella |
|  |               |
|  | Rhynia        |
|  |               |

|  | \| \| Caia \| \| \| \| \| \| Horneophyton \| \| \| \| |
|  |                                                       |
|  | Tortilicaulis                                         |
|  |                                                       |
|  | Caia                                                  |
|  |                                                       |
|  | Horneophyton                                          |
|  |                                                       |

|  | Caia         |
|  |              |
|  | Horneophyton |
|  |              |

|  | \| \| Stockmansella \| \| \| \| \| \| Rhynia \| \| \| \| |
|  |                                                          |
|  | Huvenia                                                  |
|  |                                                          |
|  | Stockmansella                                            |
|  |                                                          |
|  | Rhynia                                                   |
|  |                                                          |

|  | Stockmansella |
|  |               |
|  | Rhynia        |
|  |               |

|  | \| \| Stockmansella \| \| \| \| \| \| Rhynia \| \| \| \| |
|  |                                                          |
|  | Huvenia                                                  |
|  |                                                          |
|  | Stockmansella                                            |
|  |                                                          |
|  | Rhynia                                                   |
|  |                                                          |

|  | Stockmansella |
|  |               |
|  | Rhynia        |
|  |               |

|  | \| \| Stockmansella \| \| \| \| \| \| Rhynia \| \| \| \| |
|  |                                                          |
|  | Huvenia                                                  |
|  |                                                          |
|  | Stockmansella                                            |
|  |                                                          |
|  | Rhynia                                                   |
|  |                                                          |

|  | Stockmansella |
|  |               |
|  | Rhynia        |
|  |               |

|  | \| \| Stockmansella \| \| \| \| \| \| Rhynia \| \| \| \| |
|  |                                                          |
|  | Huvenia                                                  |
|  |                                                          |
|  | Stockmansella                                            |
|  |                                                          |
|  | Rhynia                                                   |
|  |                                                          |

|  | Stockmansella |
|  |               |
|  | Rhynia        |
|  |               |

|  | \| \| Caia \| \| \| \| \| \| Horneophyton \| \| \| \| |
|  |                                                       |
|  | Tortilicaulis                                         |
|  |                                                       |
|  | Caia                                                  |
|  |                                                       |
|  | Horneophyton                                          |
|  |                                                       |

|  | Caia         |
|  |              |
|  | Horneophyton |
|  |              |

Kenrick und Crane erkennen daher die Rhyniophyta nicht mehr als systematische Einheit an, stellen aber nur einen Teil ihrer Vertreter in neue Gruppen. Hsua wird von Kenrick und Crane zu den Zysterophyllen gestellt. Aglaophyton ist die Schwestergruppe der Gefäßpflanzen.

### Horneophytopsida
Sie sind die Schwestergruppe der Klade aus Aglaophyton und Gefäßpflanzen. Sie sind die basalste Gruppe der Polysporangiophyten.
Sie besitzen verzweigte Sporangien. Dieses Merkmal unterscheidet sie von allen anderen Pflanzen. Die äußere Form des Sporangiums ähnelt stark der vegetativen Achse. An der Sporangien-Oberfläche sitzen kleine, mehrzellige Auswüchse. Die Merkmale beruhen hauptsächlich auf den gut erhaltenen Fossilien von Horneophyton. Kenrick und Crane identifizierten zwei weitere Gattungen, die sie aufgrund der verzweigten Sporangien zu den Horneophytopsida stellten. Somit umfasst die Gruppe folgende Mitglieder:
- Caia
- Horneophyton
- Tortilicaulis

### Rhyniopsida

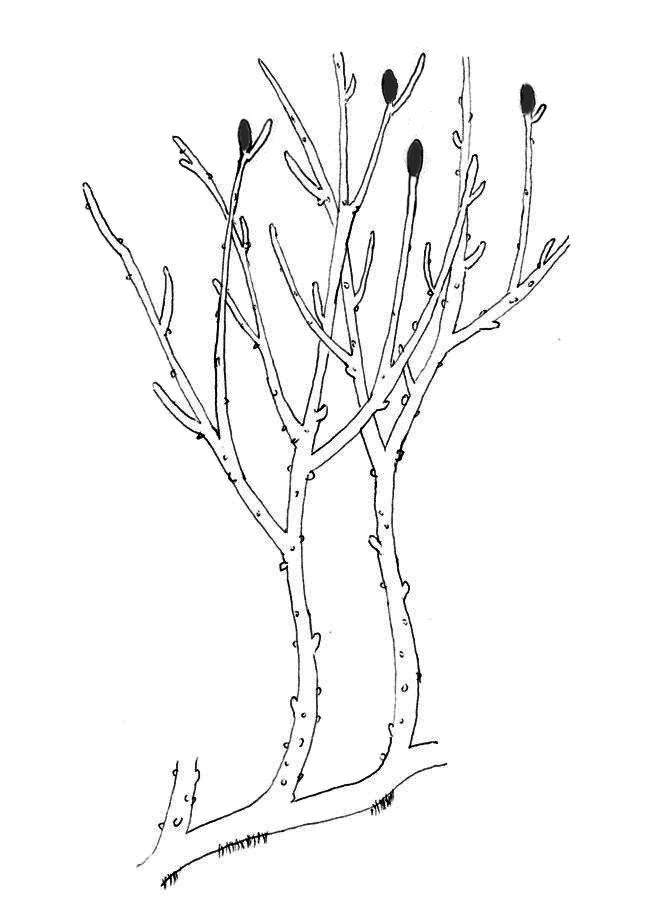
Rhynia gwynne-vaughanii, Rekonstruktion

Die Rhyniopsida sind eine kleine Gruppe von Gefäßpflanzen. Sie sind die Schwestergruppe aller übrigen Gefäßpflanzen. Die Verzweigung erfolgt nicht in einer Ebene (planar), jedoch ist im Gegensatz zu höheren Pflanzen kein reguläres Muster zu erkennen. Sie besitzen eine besondere Art der Bildung von adventiven Zweigen: an den Achsen bilden sich kleine halbrunde Auswüchse, deren Leitbündel nicht mit dem der Hauptachse verbunden ist. Die Sporangien sitzen endständig auf einem besonderen Gewebepolster (englisch „pad“). Die Tracheiden sind vom nur hier auftretenden S-Typ: Die Zellwand ist zweischichtig mit einer dünnen inneren Schicht aus abbauresistentem Material, und einer äußeren schwammigen Schicht. Auf der gesamten Innenfläche finden sich kleine, Plasmodesmata-große Löcher in der Zellwand.
Die Rhyniopsida umfassen nach Kenrick und Crane folgende Gattungen: 
- Huvenia
- Rhynia
- Stockmansella

## Zeitliche Verbreitung
Die ältesten Funde sind die von Caia aus dem Pridolium, der höchsten Serie des Silur, die vor etwa 418 Mio. Jahren begann. Die jüngsten Funde sind von Taeniocrada, die dem Oberen Devon zugerechnet werden, das vor 359 Mio. Jahren endete. Die Rhyniopsida im Sinne von Kenrick und Crane sind dabei auf das Devon beschränkt.

## Weitere Vertreter
Vertreter der Rhyniophyta, die teilweise nur schlecht erforscht sind, werden im Folgenden kurz besprochen:
- Uskiella ist aus dem Siegenium von Süd-Wales bekannt. Es sind nackte, gleichmäßig gabelig verzweigte Sprosse mit ellipsoidischen Sporangien. Die Sporangienwand ist mehrere Zellschichten dick. In Längsrichtung besitzen sie eine Reihe dünnwandiger Zellen, entlang denen das Sporangium aufreißt. Die Sporen sind alet (besitzen keine Narben), sind 28 bis 42 Mikrometer im Durchmesser und haben ein zweilagiges Sporoderm.
- Dutoitea ist mit mehreren Arten aus dem Unteren Devon Südafrikas bekannt. In der Mitte der Achse besitzen sie eine dünne mediane Linie, die ein Leitbündel oder einen Zentralstrang einer Moospflanze sein könnte.
- Steganotheca aus dem Oberen Silur ist rund fünf Zentimeter groß und mehrfach gabelig verzweigt, wobei jeder Zweig in einem Sporangium endet. Tracheiden konnten nicht nachgewiesen werden.
- Von Hedia corymbosa sind nur die distalen Enden von dichotom verzweigten Achsen bekannt, die an den Enden lange Sporangien tragen. Die Funde stammen aus dem Unteren Devon.
- Bei Yarravia sind die einzelnen Sporangien zu einfachen synangialen Gruppen zusammengefasst.
- Salopella sind dichotom verzweigte Äste, die je ein terminales Sporangium tragen. Die Sporen sind trilet (haben eine dreistrahlige Narbe).
- Taeniocrada aus dem Unteren bis Mittleren Devon sind Gefäßpflanzen, deren Achsen abgeflacht, also nicht zylindrisch rund sind. Dies kann jedoch auch durch den Prozess der Fossilisation verursacht worden sein. Sie sind dichotom verzweigt, die terminalen Sporangien sind drei bis sieben Millimeter lang. Manche Sporangien stehen auch seitlich (lateral). Die Fossilien treten in dichten Matten auf und besitzen keine Stomata an den Achsen. Sie wird von manchen Forschern als aquatisch lebende Pflanze angesehen.
- Huvenia aus dem Devon besitzt ebenfalls abgeflachte Achsen. An den Gabelungen sitzende Auswüchse werden als Rhizophoren interpretiert. Die Sporangien sind gedreht und stehen an den Hauptachsen in der Nähe von Verzweigungen an Polstern, die Sporangiophore genannt werden.
- Renalia hueberi aus dem Unteren Devon von Gaspé (Quebec) ist bis 30 Zentimeter hoch und besteht aus einer pseudomonopodialen Hauptachse, an der sich dichotom verzweigende Seitenzweige sitzen, die in nierenförmigen Sporangien enden. Diese Sporangienform verweist zu den Zosterophyllophyta, in deren Nähe sie auch von Kenrick und Crane gestellt werden.
- Nothia besitzt nackte Achsen und birnenförmige Sporangien. Kenrick und Crane stellen sie in die Nähe der Lycopodiopsida.

## Belege
- Paul Kenrick, Peter R. Crane: The Origin and Early Diversification of Land Plants. A Cladistic Study. Smithsonian Institution Press, Washington D.C. 1997, S. 319f. ISBN 1-56098-729-4
- Thomas N. Taylor, Edith L. Taylor: The Biology and Evolution of Fossil Plants. Prentice Hall, Englewood Cliffs 1993, S. 191–203. ISBN 0-13-651589-4